# Gazprom-Media
AO Gazprom-Media Holding (ou plus simplement Gazprom-Media, russe : АО «Газпром-Медиа Холдинг») est la plus grande holding de médias russes. Gazprom-Media, dont le siège est à Moscou, détient 38 chaines de télévisions, 10 stations de radio, trois sociétés internet, un opérateur de télévision satellitaire, quatre maisons d'édition, 23 sites internet et quatre vendeurs de publicité.
Gazprom-Media, considéré comme un des acteurs majeurs du soft power russe, se trouve sur la liste de sanctions du département du Trésor des États-Unis depuis le 1er septembre 2016.

## Histoire
Gazprom-Media est fondé en 1998 par Gazprom pour regrouper et gérer les actifs du groupe dans les médias. Au moment de la fondation de Gazprom-Media, le géant gazier détenait 100 % des actions des sociétés de radio et télévision Promotey AST, le journal Troud, un paquet d'actions majoritaire dans le journal Tribuna, 30 % de la chaîne de télévision NTV, 3 % d'ORT et près d'une centaine de médias régionaux.
Gazprom-Media est doté de l'essentiel de ses actifs entre 2001 et 2002 avec le transfert des actifs de Media-Most de Vladimir Goussinski sur décision de la justice russe à la suite du conflit opposant Gazprom à Media-Most. Gazprom-Media devient ainsi, entre autres, propriétaire de la chaîne NTV, de l'opérateur satellitaire NTV-Plus, de la chaîne de divertissements TNT, de la radio Écho de Moscou (en russe : Эхо Москвы), de la maison d'éditions Sem dney, la radio Sport-FM (fermée en 2005), etc.
En mars 2011, Gazprom-Media ouvre une plateforme payante d'accès légal à des ressources vidéos sur internet tels que des documentaires, des films de fiction et autres. 
Depuis 2012, la publicité sur internet est gérée par une nouvelle entité, Gazprom Media Digital. Au même moment, Gazprom-Media Technology est créée pour développer des plateformes numériques de diffusion de contenu vidéo sur internet.
Mikhaïl Lessine, Président de Gazprom-Media Holding, est remplacé le 25 décembre 2014 par Dmitri Tchernyshenko à la suite de son départ à la retraite. Dmitri Tchernyshenko est élu Président de Gazprom-Media Holding pour une durée de trois ans le 13 janvier 2015.

## Propriétaires
Gazprom-Media Holding est racheté en août 2005 par Gazprombank pour 37,22 milliards de roubles. À l'époque, le capital de Gazprombank est contrôlé à 41,73 % par Gazprom et 46,92 % par le fonds de pension Gazfond. 
Selon la liste des personnes affiliées publiée par Gazprom-Media Holding, 60,002 % de ses actions appartenaient au 30 septembre 2013 à la société Elion (Moscou).